# ジェローム・ナミアス

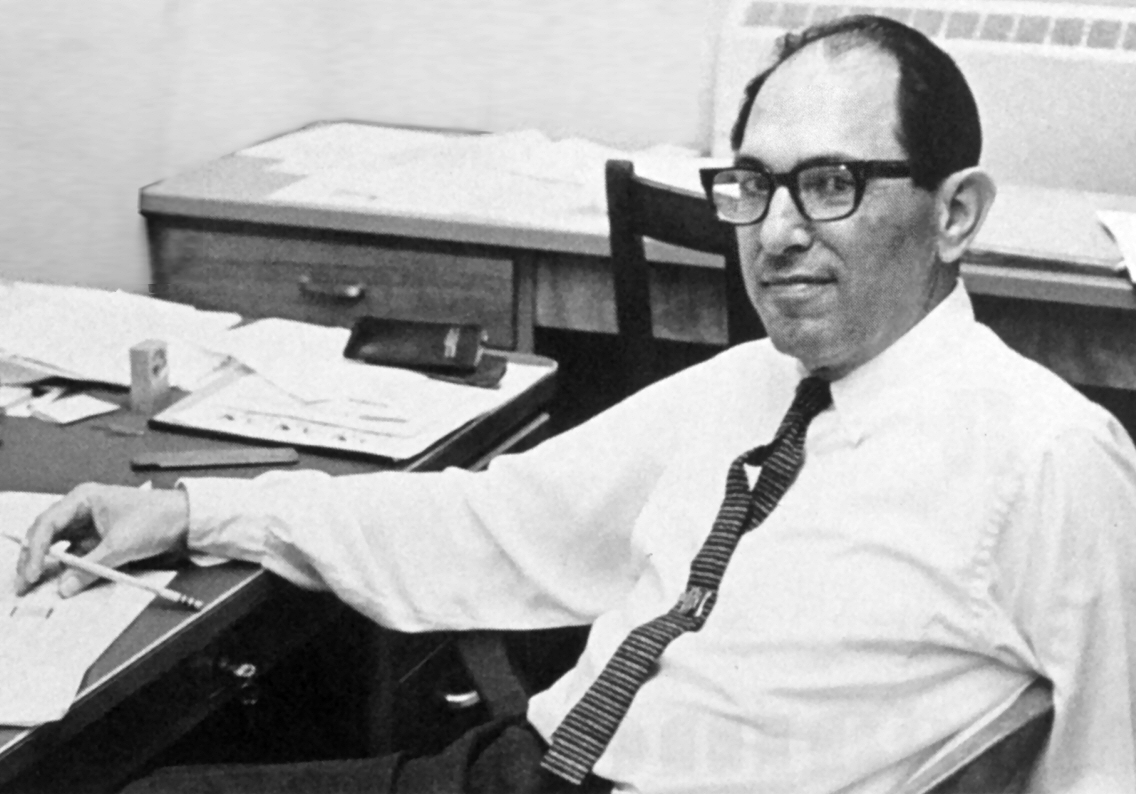
Jerome Namias.

ジェローム・ナミアス（Jerome Namias, 1910年3月19日 - 1997年2月10日）はアメリカ合衆国の気象学者である。エル・ニーニョの研究などで知られる。
コネチカット州のブリッジポートで生まれ、マサチューセッツ州フォール・リバーで育った。ミシガン大学で学んだ後、マサチューセッツ工科大学で研究助手となった。1930年代にダストボウルの研究を行い、1941年にアメリカ航空宇宙学会からマスターの称号を得た。
1941年から1971年の間アメリカ気象局の予報部門で働き、1940年代から長期予報を始めた。第二次大戦中は北アフリカの軍のための天候予想を行った。民間航空のための天気予報システムの開発に従事し、海洋と大気の相互作用を研究した。太平洋におけるエルニーニョ現象とその世界的な気象への影響の研究を行った。1971年にスクリプス研究所に移り、最初の実験的気候研究センターを創設した。
アメリカ気象学会から1938年にClarence Leroy Meisinger賞、1981年にスヴェルドラップ金メダルを受賞した。